# Фофанов, Алексей Иванович
Алексе́й Ива́нович Фо́фанов (15 мая 1915, дер. Климовская (ныне Пудожский район Карелии) — 4 сентября 1986 года, Киев, Украина) — Герой Советского Союза, командир танковой роты 344-го танкового батальона 91-й отдельной танковой бригады 3-й гвардейской танковой армии 1-го Украинского фронта, старший лейтенант.

## Биография
Родился в семье известного сказителя былин Ивана Терентьевича Фофанова. В 1934—1936 годах учился в Петрозаводском кооперативном техникуме, работал помощником главного бухгалтера райпотребсоюза в Пудоже.
В 1937 году был призван в Красную армию, служил в танковых войсках. В 1939 году окончил школу младших командиров. Участник Советско-финской войны (1939—1940). В 1941 году принят в члены ВКП(б).
С июня 1941 года на фронтах Великой Отечественной войны, участвовал в оборонительных боях на Украине и в битве под Москвой, принимал участие в форсировании Днепра, в Киевской наступательной операции. 7 ноября 1943 года танковая рота под командованием Алексея Фофанова первой ворвалась в г. Фастов. Его танк в ходе боя уничтожил пять противотанковых орудий, четыре пулемёта, захватил три зенитных орудия, танк Т-6 «Тигр» и три автомашины противника.
Представлен к награждению званием Героя Советского Союза за умелое командование ротой, личный героизм и мужество. Указом Президиума Верховного Совета СССР «О присвоении звания Героя Советского Союза генералам, офицерскому, сержантскому и рядовому составу Красной Армии» от 10 января 1944 года за «образцовое выполнение боевых заданий командования на фронте борьбы с немецко-фашистскими захватчиками и проявленные при этом отвагу и геройство» был удостоен звания Героя Советского Союза с вручением ордена Ленина и медали «Золотая Звезда». 
После войны работал в органах внутренних дел и госбезопасности Карело-Финской ССР.
С 1958 года жил в городе Киеве. С 1960 года в отставке в звании майора.
Умер 4 сентября 1986 года в Киеве и был похоронен на Лесном кладбище.

## Семья
Отец — Иван Терентьевич Фофанов, мать — Наталья Тимофеевна Фофанова, брат — Василий.
Супруга — Лидия Васильевна Фофанова, дочь — Галина, сын — Сергей.

## Память
- Портрет и имя героя высечены в Галерее Героев Советского Союза — уроженцев Карелии в Петрозаводске
- В городе Фастове Киевской области в честь героя названа улица